# Station Auli
Station Auli is een halte in Auli in de gemeente Nes in fylke Viken  in  Noorwegen. De halte, geopend in 1974, ligt aan Kongsvingerbanen. Auli wordt bediend door lijn L14, de stoptrein tussen Asker en Kongsvinger.